# История железной дороги в Мавритании

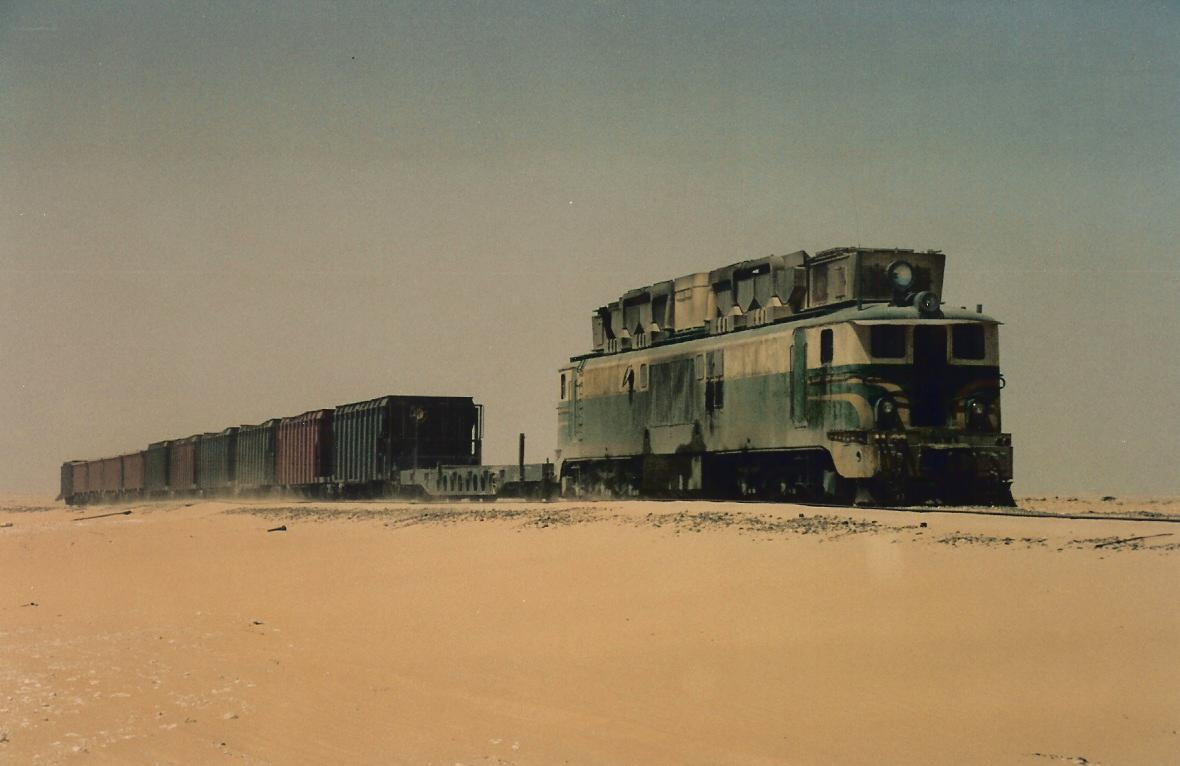
Локомотив SNIM Class CC 01-21 на мавританской железной дороге с железнодорожным составом, 1994 год

История железнодорожного транспорта в Мавритании началась в 1940 году, когда были начаты подготовительные работы по строительству железной дороги через Мавританию — однопутной линии со европейской шириной колеи — всего 704 км (437 миль), соединяющей созданный тогда железный рудник в Зуэрате с портом Нуадибу, через Фдерик и Шум. Строительство линии началось в 1961 году и было завершено в 1963 году.

## География
Железнодорожная линия проходит по северной границе Мавритании. Под влиянием французской колониальной администрации, которая тогда возглавляла Французскую Западную Африку, она была разработана и построена в соответствии с европейскими стандартами акционерным обществом Societe Anonyme des Mines de Fer de Mauritanie (MIFERMA). С 1974 года она принадлежит полугосударственной компании Societe Nationale Industrielle et Minière (SNIM).
Приблизительно в 460 км (286 миль) от Нуадибу мавританская железная дорога первоначально проходила через тоннель Шум длиной 2 км (~1 миля), чтобы избежать прохождения через часть территории Рио-де-Оро в Западной Сахаре, которая тогда контролировалась Испанией. После окончания войны в Западной Сахаре в 1991 году, был построен новый участок железнодорожной линии протяжённостью 13 км (~7 миль) в обход тоннеля через контролируемую Полисарио Свободную зону Рио-де-Оро, что позволило принять решение о закрытии тоннеля Шум.
Железная дорога используется для перевозки пассажиров, а также железной руды. Первоначально она эксплуатировалась локомотивами Alstom Class CC 01-21, построенными во Франции, но с 1997 года они постепенно ушли в прошлое и были заменены на EMD SDL40-2.